# Fun on Earth
Fun on Earth (с англ. — «Забавы на Земле») — пятый сольный студийный альбом британского рок-музыканта Роджера Тейлора, выпущенный 11 ноября 2013 года, спустя 15 лет после выхода его предыдущего сольного альбома Electric Fire, и первая студийная работа после выпуска в 2008 году альбома The Cosmos Rocks вместе с Queen + Paul Rodgers.
Запись началась перед началом совместного проекта Queen + Paul Rodgers Rock the Cosmos Tour и была продолжена сразу же после того, как сотрудничество музыкантов было завершено.

## Об альбоме
Слухи о выпуске альбома появились сразу же выпуска сингла «The Unblinking Eye» в 2009 году. Первоначальная информация гласила о том, что новый альбом Роджера Тейлора выйдет в 2011 году и будет иметь то же название, что и сингл: «The Unblinking Eye». Официально информация так и не была подтверждена. В 2011 году выходит обновленная версия песни «Dear Mr. Murdoch», тем самым подняв новую волну слухов и спекуляций по поводу грядущего альбома.
Позже, в июле 2013 года, на официальной страничке музыканта в Facebook, была опубликована первая подробная информация о будущем альбоме, так теперь стало известно название будущего альбома Fun on Earth — отсылка к названию первого альбома музыканта Fun in Space . Там же был опубликован список композиций и точная дата выпуска альбома: 25 октября 2013 года.

## Список композиций
Слова и музыка всех песен — Роджер Тейлор, если не указано иное.
| №   | Название                                     | Автор(ы)                           | Длительность |
| --- | -------------------------------------------- | ---------------------------------- | ------------ |
| 1.  | «One Night Stand»                            |                                    | 4:22         |
| 2.  | «Fight Club»                                 |                                    | 3:02         |
| 3.  | «Be With You»                                | Роджер Тейлор, Руфус Тайгер Тейлор | 3:10         |
| 4.  | «Quality Street»                             |                                    | 4:25         |
| 5.  | «I Don’t Care»                               |                                    | 3:24         |
| 6.  | «Sunny Day»                                  |                                    | 3:38         |
| 7.  | «Be My Gal (My Brightest Spark)»             |                                    | 2:45         |
| 8.  | «I Am the Drummer (In a Rock n’ Roll Band)»  |                                    | 2:47         |
| 9.  | «Small»                                      |                                    | 3:51         |
| 10. | «Say It’s Not True» (вместе с Джеффом Беком) |                                    | 4:58         |
| 11. | «The Unblinking Eye (Everything Is Broken)»  |                                    | 4:55         |
| 12. | «Up»                                         |                                    | 3:10         |
| 13. | «Smile»                                      |                                    | 3:01         |

## В записи участвовали
Список составлен в соответствии с информацией базы данных Discogs.
Музыканты:
- Роджер Тейлор — вокал (в песнях 1−13), барабаны (в песнях 1, 3, 4, 5, 8, 12, 13), перкуссия (в песнях 4, 5, 6, 11, 12, 13), клавишные (в песнях 6, 9, 11, 12, 13), фортепиано (в песнях 2, 4, 5, 12, 13), бас-гитара (в песнях 4, 5, 11, 12, 13), гитара (в песнях 1, 2, 4−9, 11, 12, 13), стилофон (в песнях 11, 12, 13), разное (в песнях 1, 12, 13)
- Джейсон Фаллун — гитара (в песнях 2, 5, 7-9)
- Кевин Джефферис — бас-гитара (в песнях 2, 3, 6-9)
- Руфус Тайгер Тейлор[англ.] — ударные (в песне 10), фортепиано (в песне 3)

| - Джефф Бек — гитара (в песне 10) - Стив Хэмильтон — саксофон (в песнях 2, 4, 5) - Спайк Эдни — пианино (в песнях 6, 7, 10) - Стив Страуд — бас-гитара (в песне 10) - Джонатан Перкинс — орган (в песне 6) - Никола Робинс — виолончель (в песне 6) | Технический персонал: - Роджер Тейлор — музыкальный продюсер, автор концепции художественного оформления - Джошуа Джей Макре — музыкальный продюсер, звукоинженер - Ричард Грей — графический дизайнер, фотограф - Теа Курун — художник-иллюстратор (мозаичный арт) - Феликс Тейлор — художник-иллюстратор (изображение глобуса в буклете) |

## Позиции в хит-парадах
Еженедельные чарты:
| Хит-парад (2013)                       | Высшая позиция | Пребывание в чарте |
| -------------------------------------- | -------------- | ------------------ |
| Великобритания (Album Downloads Chart) | 100            | 1 неделя           |
| Великобритания (Physical Albums Chart) | 69             | 1 неделя           |
| Великобритания (UK Albums Chart)       | 69             | 1 неделя           |
| Нидерланды (Album Top 100)             | 72             | 1 неделя           |
| Шотландия (Scottish Albums Chart)      | 76             | 1 неделя           |